# 15
| 15                 |
| ------------------ |
| Dødsfald - Fødsler |
|                    |

| Gregoriansk kalender | 15 XV                   |
| Ab urbe condita      | 768                     |
| Armensk kalender     | I/T                     |
| Kinesiske kalender   | 2711 – 2712 甲戌 – 乙亥 |
| Etiopisk kalender    | 7 – 8                   |
| Jødisk kalender      | 3775 – 3776             |
| Hindukalendere       |                         |
| - Vikram Samvat      | 70 – 71                 |
| - Shaka Samvat       | N/A                     |
| - Kali Yuga          | 3116 – 3117             |
| Iransk kalender      | 607 BP – 606 BP         |
| Islamisk kalender    | 626 BH – 625 BH         |

Se også 15 (tal)

## Født
- Vitellius, romersk kejser